# Coelocrania indah
Coelocrania indah es un coleóptero de la familia Chrysomelidae.
Fue descrita científicamente en 1993 por Mohamedsaid.